# Turpial de la Hispaniola
El turpial de la Hispaniola (Icterus dominicensis) és un ocell de la família dels ictèrids (Icteridae).

## Hàbitat i distribució
Habita la selva pluvial i el camp obert amb arbres dispersos de l'illa de la Hispaniola, a les Antilles.